# Termessos
Ne doit pas être confondu avec Telmessos.
Sauf précision contraire, les dates de cet article sont sous-entendues « avant l'ère commune » (AEC), c'est-à-dire « avant Jésus-Christ ».
Termessos (en grec: Τερμησσός) est une cité antique dont les ruines actuelles, relativement bien conservées, sont à 34 km au nord-ouest d'Antalya. Il s'agit, chose assez rare à l'époque, d'une cité située en altitude (1 050 m) au fond d'une gorge qui se termine par un petit plateau coincé entre deux sommets des monts Güllük (antique mont Solymos). De nos jours, une route (payante) permet de se garer à 40 minutes en contrebas de la cité qu'on rejoint ensuite à pied par un sentier de montagne. 

## Histoire
Le fondateur mythologique de Termessos est Bellérophon. Mais les origines de la cité sont mal connues ; selon Strabon les habitants de Termessos s'appelaient eux-mêmes les Solymi (ou Slymi d'où proviendra le mot Solymien) et étaient un peuple de Pisidie. Leur nom, ainsi que celui donné à la montagne sur laquelle ils vivaient (le mont Solymos), est dérivé à partir de Solymeus, un dieu de l'Anatolie qui sera plus tard identifié à Zeus. C'est ce qui donna dans la cité le culte de Zeus Solymeos (Solim en turc). Ce terme existe toujours dans la province d´Antalya comme prénom. Solymeus est souvent montré sur les pièces originaires de Termessos. A l'époque hellénistique, Termessos formait  avec sa voisine Tyraion (de) la petite confédération de Cabalide.
Ses premiers habitants vivent de l'élevage, de la culture de l'olive mais aussi du brigandage ce qui leur donne une réputation exécrable. Quand en 334 av. J.-C., Alexandre le Grand lève le siège de la ville qu'il n'arrive pas à prendre d'assaut, il brûle en représailles les champs d'oliviers. Selon Arrien, un historien antique qui s´est occupé de ces événements, la cité est pratiquement imprenable du fait des obstacles naturels entourant la ville et même une petite force peut facilement défendre la ville. Complètement furieux, Alexandre marche au nord où il passe sa colère sur la ville Sagalassos.    
L´historien Diodore rapporte un autre récit inoubliable de la cité: En 319 av. J.-C., après la mort d'Alexandre le Grand, l´un de ses généraux, Antigone le Borgne, se déclare lui-même maître de l´Asie mineure et entre en guerre contre son rival Alcétas qui peut recourir au soutien de Termessos. N´étant pas en mesure de battre les forces énormes d´Antigone, Alcétas et ses amis demandent refuge à Termessos avec succès. Ensuite, l´armée d´Antigone s´approche de la ville et demande la livraison d´Alcétas et ses amis. Les aînés de la cité ne veulent pas de guerre et sont disposés à délivrer Alcétas ce que les jeunes refusent. De ce fait, ils quittent la cité en contestation, tandis qu´Alcétas apprend la trahison et se suicide. Les aînés remettent un Alcétas mort à Antigone, qui profane son corps pendant 3 jours et puis quitte le lieu sans l'enterrer. Les jeunes, revulsés par les actions honteuses d´Antigone, retournent à Termessos, enterrent Alcétas honorablement et dressent un beau monument sur son tombeau. C´est une histoire émotionnelle faisant appel à un comportement respectueux et raisonnable. 
La ville s'hellénise rapidement au IIIe siècle av. J.-C. et compte à son apogée sans doute plusieurs dizaines de milliers d'habitants. Rome lui accorde un statut indépendant en 71, par la Lex Antonia de Termessibus, pour la remercier de son alliance lors de la guerre contre Mithridate VI. La ville est prospère sous l'Empire romain. Son déclin intervient à partir du Ve siècle apr. J.-C. quand un tremblement de terre ravage la cité, détruisant notamment l'aqueduc. La cité est alors abandonnée. Du fait de son accès particulièrement difficile, le site ne sera jamais réoccupé par la suite, laissant la nature envahir les ruines.

## Monuments

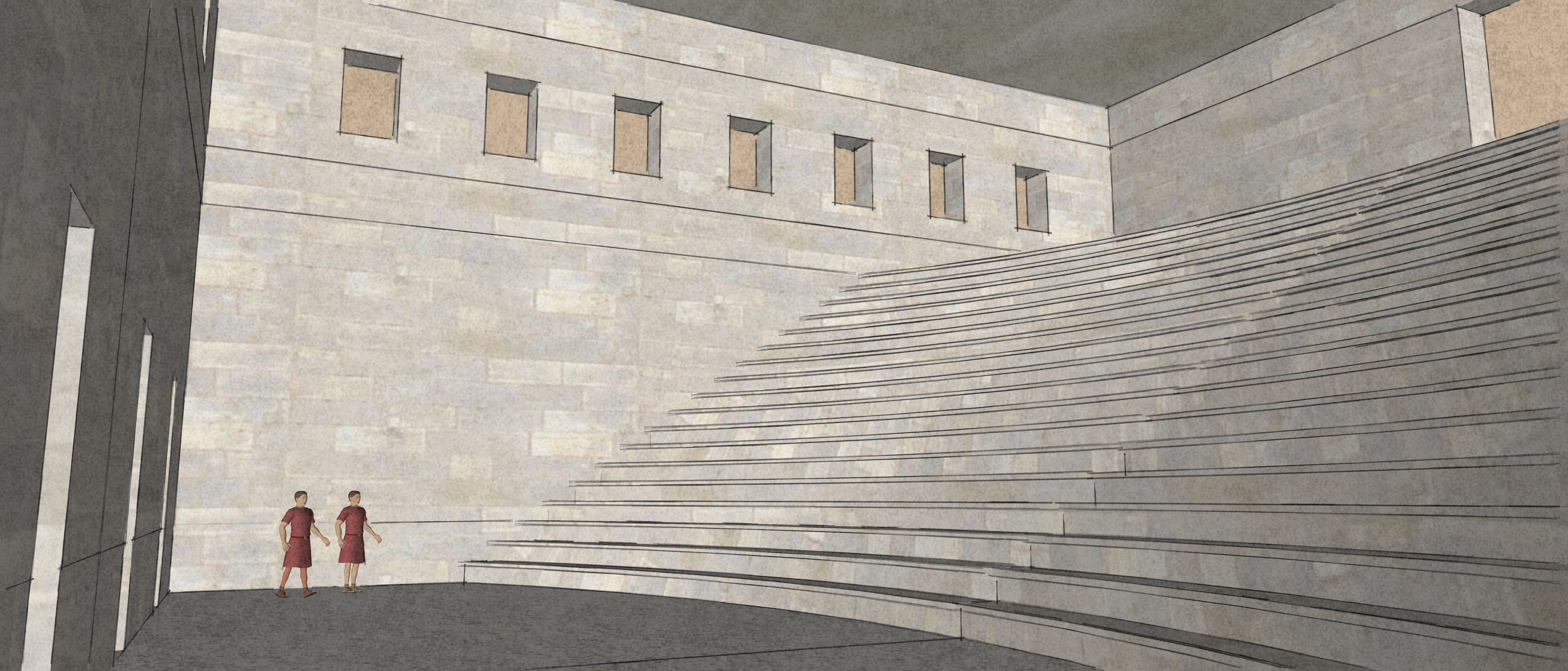
Schéma restituant le volume intérieur de l'Odéon de Termessos

De nos jours, les monuments de l'époque hellénistique et romaine sont encore visibles tel le théâtre (4 200 places) qui offre une vue grandiose sur la vallée ou le tombeau d'Alcétas. Outre un nombre très important de coffres funéraires, on peut aussi y voir des tombeaux taillés directement dans les falaises dont les arches et certains reliefs sont remarquablement conservés.